# Beluik

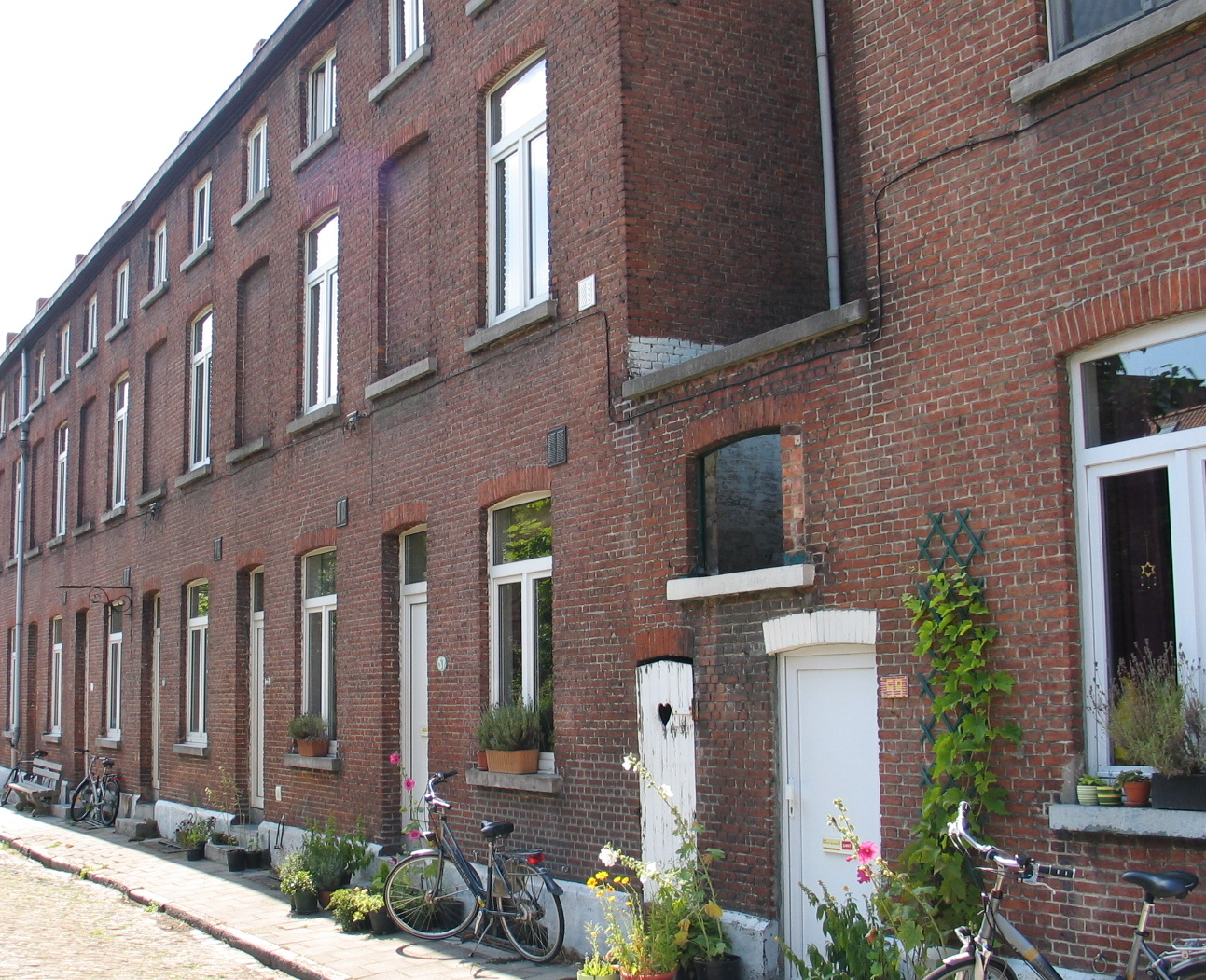
Een beluik (Cité Delacroix) in Gent

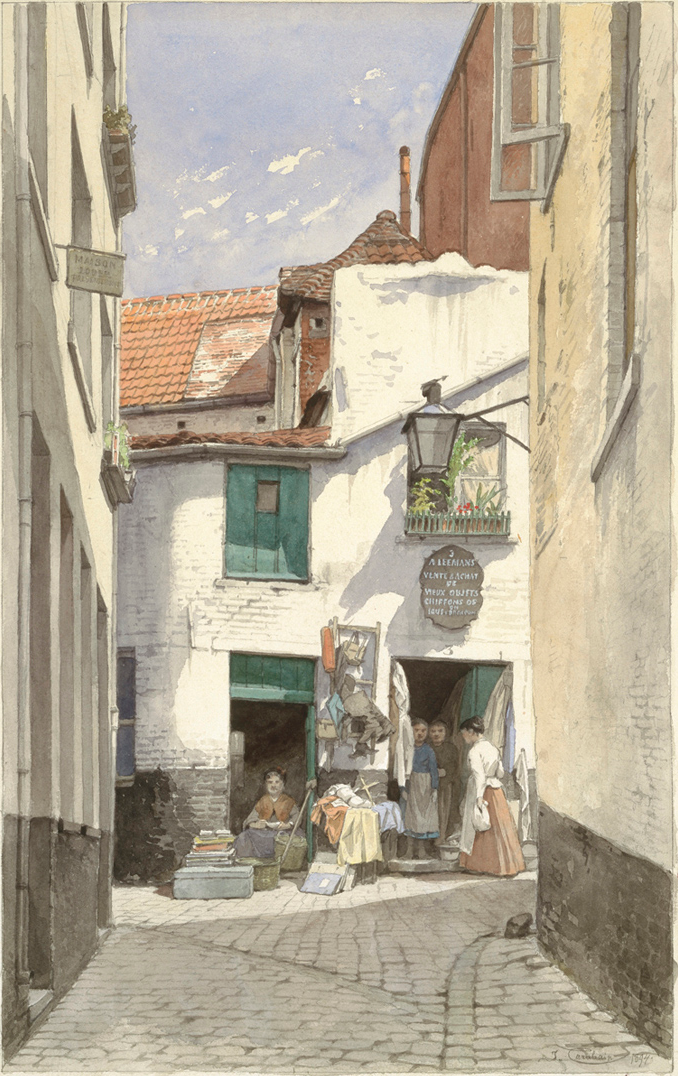
De Sint-Rochusgang in Brussel (aquarel van Jacques Carabain, 1894)

Een beluik of gang is een groep van meestal kleine arbeiderswoningen in Vlaanderen, net als bij een hofje verzameld om een omsloten binnenplaats. Een ander type beluik was het steegbeluik, een meestal doodlopende straat met arbeiderswoningen. Beluiken waren vooral typisch voor Gent, waar in de 19e eeuw vierhonderd beluiken waren, maar ook in andere Vlaamse gemeenten, zoals Brugge en Dendermonde, Leuven, Aalst, Ronse, Oostende, Wervik en Knokke-Heist zijn ze gebouwd. Kortrijk telde in de 19e eeuw 88 beluiken. In het Brabantse Brussel werden ze gangen of impasses genoemd. Veel ervan waren in de Marollen te vinden. Ook in Antwerpen werden ze vaak gangen genoemd, net als in Leuven. In Mechelen en Brugge sprak men van fortjes. Er waren ook beluiken in Noord-Franse steden zoals Rijsel, Tourcoing en Roubaix.

## Situering
Op dit inpandig terrein waren de huisjes gegroepeerd rond straten, stegen of pleintjes, en men sprak dan van straten-, steeg- of pleinbeluiken. Men kende ook een steegbeluik met een toegang over de gehele straatbreedte. De huizen werden vaak rug aan rug gebouwd. De beluiken werden in de periode van groeiende industrialisering in de 19e eeuw beschikbaar gesteld door de fabriekseigenaars. De 'baas' had ook winkels. Daar waren zijn arbeiders verplicht te kopen. Dit heette gedwongen winkelnering.
De levensomstandigheden in deze onderkomens waren meestal lamentabel. Zo was er bijvoorbeeld vaak slechts één toilet voor het hele beluik en water haalde men uit één centrale pomp. De meeste huizen bestonden uit niet meer dan een vertrek. Door de aanwezigheid van veel bewoners op een kleine oppervlakte en het gebrek aan hygiëne kwamen epidemieën zoals cholera er frequent voor.
De term 'beluik' is afgeleid van het oude werkwoord 'luiken', wat afsluiten betekent. Deze steegjes hadden vaak namelijk maar één ingang, die vaak 's nachts kon worden afgesloten. Men sprak ook soms van cités.

## Reacties en nieuwe urbanisatie
Op deze economisch rendabele wijze van huisvesting voor de werkende klasse kwam na de Eerste Wereldoorlog reactie met de bouw van de ruim bemeten, gezonde en groene tuinwijk. Ook gaf de onhygiënische en klassenbepalende bouwwijze van de beluiken in de jaren 30 van de 20e eeuw aanleiding tot een nieuwe urbanisatie met uiteenleggen van de functies en woonvormen waarbij licht, lucht en ruimte in klare volumes geboden werden aan een nieuwe mens (zie CIAM-congressen).

## Herstel en restauratie
Sommige niet gesloopte beluiken werden in de 21e eeuw heringericht tot verkeersarme steegjes waarbij vier huisjes van vroeger verbouwd zijn tot een gezinswoning. Het geheel oogt dan als een woonerf waar het mechanisch verkeer en het voetgangersverkeer gelijkwaardig zijn. Eind 2020 bleven er van de honderden beluiken in Gent nog 121 over, waarvoor het Stadsbestuur de mogelijkheden voor behoud en heraanleg onderzocht.

## Voorbeelden
- Het De Vreesebeluik in Gent, uit de jaren 1840 moest gelden als een modelwerkmanscité. Het verdween in de jaren 1930.
- Het meest beruchte Gentse beluik: het Bataviabeluik.